# Всеукраинский совет профессиональных союзов
Всеукраинский совет профессиональных союзов (укр. Всеукраїнська Рада професійних спілок; ВУСПС) создан по проекту ВЦСПС на II Всеукраинском съезде профсоюзов, проходившем 3—8 ноября 1924 года. По предложениям ВЦСПС, Украинское бюро ВЦСПС, которое ко II Всеукраинскому съезду выполняло функции областного профсоюзного центра, превращалось в ВУСПС, а Украинское бюро (уполномоченных) ЦК отраслевых союзов — во Всеукраинские комитеты (ВУК) или центральные правления этих союзов. Соответственно республиканская конференция профсоюзов заменялись ежегодными профсоюзными съездами. Вновь образованные республиканские органы оставались зависимыми от общесоюзного профсоюзного центра.
Почти единогласно делегаты съезда (по партийной принадлежности среди них было 87 % коммунистов, 7,3 % кандидатов в члены ВКП (б), 0,7 % комсомольцев и 5 % беспартийных; по национальности — 35 % русских, 32,6 % украинцев, 27,8 % евреев и 4,6 % представителей других национальностей) проголосовали за сохранение принципа единства профсоюзного движения Советского Союза, согласно которому «все мероприятия по реорганизации профсоюзов Украины должны проводиться в полном соответствии с задачами единого классового профсоюзного движения», и отклонили требование «укапистов» о создании независимого представительства профсоюзов в международном объединении революционных профсоюзов — Профинтерне. Несмотря на заявление съезда о передаче руководства украинским профессиональным движением в ведение республиканских органов, полномочия последних по-прежнему ограничивались исполнительными функциями. Всеукраинскому съезду и ВУСПС приписывалось контролировать выполнение ВУКами и местными союзными органами постановлений всесоюзных съездов и ВЦСПС, а в случае принятия ими положений, противоречащих этим постановлениям, приостанавливать действие таких положений. Деятельность самих республиканских органов также ограничивалась подотчётностью ВЦСПС.
Съезд избрал Всеукраинский совет профсоюзов в составе 98 членов и 33 кандидатов и ревизионную комиссию в количестве 5 человек. В президиум ВУСПС были избраны 13 членов и 6 кандидатов. Председатель ВУСПС — Ф. Я. Угаров.
Решения II Всеукраинского съезда одобрил VI Всесоюзный съезд профсоюзов (11—18 ноября 1924), который принял постановление о проведении в Белорусской ССР, Киргизской ССР и УССР выборов в республиканские профсоюзные органы. В дальнейшем реорганизация украинских профсоюзов отражала изменения в административном разделении. После Ф. Угарова главами ВУСПС были: А. Ф. Радченко, И. А. Акулов, М. Е. Чувырин, К. В. Сухомлин, А. Г. Колыбанов, К. Ф. Москалец, В. К. Клименко и другие.